# 페니의 대탈출
《페니의 대탈출》(Penny's Big Breakaway)은 이브닝 스타가 개발하고 프라이빗 디비전이 배급한 2024년 플랫폼 게임이다. 닌텐도 스위치, 플레이스테이션 5, 윈도우 및 엑스박스 시리즈 X/S 플랫폼으로 제작돼 2024년 2월 21일 출시됐다.
주인공 페니가 요요와 함께 황제 에디의 군대를 피해 달아나는 소동을 그렸다. 《소닉 매니아(2018)》에 참여한 개발진이 대부분으로 크리스천 화이트헤드가 공동기획했다.발매 당시 대체적으로 긍정적인 평가를 받았다.

## 개발 및 출시
2024년 2월 21일자 닌텐도 다이렉트에서 공개와 동시에 당일 출시됐다.

## 반응
《페니의 대탈출》은 리뷰 애그리게이터 웹사이트 메타크리틱에서 "대체적으로 긍정적인 평가"를 기록했다.